# Decarthron laurenticum
Decarthron laurenticum är en skalbaggsart som beskrevs av Thomas Casey 1897. Decarthron laurenticum ingår i släktet Decarthron och familjen kortvingar. Inga underarter finns listade i Catalogue of Life.